# Filmografia di Clara Kimball Young
Di seguito sono elencati i film girati da Clara Kimball Young ripresi dalla filmografia su IMDb.

La filmografia è completa. Quando manca il nome del regista, questo non viene riportato nei titoli
1909 - 1910 - 1911 - 1912 - 1913 - 1914 - 1915 - 1916 - 1917 - 1918 - 1919 - 1920 - 1921 - 1922 - 1923 - 1925 - 1931 - 1932 - 1933 - 1934 - 1935 - 1936 - 1937 - 1938 - 1941

## Attrice

### 1909
- Washington Under the American Flag, regia di James Stuart Blackton - cortometraggio (1909)

- A Midsummer Night's Dream, regia di Charles Kent, James Stuart Blackton - cortometraggio (1909)

### 1910
- Richelieu; or, The Conspiracy, regia di James Stuart Blackton - cortometraggio (1910)
- Uncle Tom's Cabin, regia di James Stuart Blackton - cortometraggio (1910)
- The Sepoy's Wife - cortometraggio (1910)
- Ransomed; or, A Prisoner of War - cortometraggio (1910)
- The Last of the Saxons, regia di James Stuart Blackton - cortometraggio (1910)

### 1911
- Lady Godiva, regia di J. Stuart Blackton (1911)

### 1912
- Cardinal Wolsey, regia di James Stuart Blackton, Laurence Trimble (1912)
- The Haunted Rocker (1912)
- The Jocular Winds of Fate, regia di Van Dyke Brooke, Maurice Costello (1912)
- The Pipe (1912)
- The Old Kent Road, regia di Van Dyke Brooke, Maurice Costello (1912)
- Dr. LaFleur's Theory, regia di Van Dyke Brooke, Maurice Costello (1912)
- Professor Optimo (1912)
- The Picture Idol, regia di James Young (1912)
- Mockery, regia di Laurence Trimble (1912)
- Half a Hero, regia di James Young (1912)
- Lulu's Doctor, regia di Van Dyke Brooke (1912)
- When Roses Wither, regia di James Young (1912)
- Lincoln's Gettysburg Address, regia di James Stuart Blackton, James Young (1912)
- The Troublesome Step-Daughters, regia di George D. Baker (1912)
- A Lifely Affair, regia di James Young (1912)
- Rock of Ages (1912)
- Wanted, a Sister, regia di James Young (1912)
- Popular Betty, regia di James Young (1912)
- A Vitagraph Romance, regia di James Young (1912)
- The Irony of Fate, regia di Albert W. Hale (1912)
- Mrs. Lirriper's Lodgers, regia di Van Dyke Brooke (1912)
- A Mistake in Spelling, regia di James Young (1912)
- Poet and Peasant, regia di William V. Ranous (1912)
- Lord Browning and Cinderella, regia di Van Dyke Brooke (1912)
- In the Flat Above, regia di James Young (1912)
- The Eavesdropper, regia di James Young (1912)
- The Money Kings, regia di Van Dyke Brooke e William Humphrey (1912)

### 1913
- Love Hath Wrought a Miracle, regia di James Young (1913)
- The Little Minister, regia di James Young (1913)
- The Interrupted Honeymoon, regia di James Young (1913)
- What a Change of Clothes Did, regia di Maurice Costello (1913)
- The Volunteer Strike Breakers, regia di Frederick A. Thomson (1913)
- When Mary Grew Up, regia di James Young (1913)
- Beau Brummell, regia di James Young (1913)
- The Old Guard, regia di James Young (1913)
- Put Yourself in Their Place, regia di James Young (1913)
- The Way Out, regia di Maurice Costello e William V. Ranous (1913)
- Getting Up a Practice, regia di Maurice Costello e William V. Ranous (1913)
- The Mystery of the Stolen Child, regia di Maurice Costello e William V. Ranous (1913)
- Mr. Mintern's Misadventures, regia di Maurice Costello e William V. Ranous (1913)
- The Mystery of the Stolen Jewels, regia di Maurice Costello e William V. Ranous (1913)
- The Wrath of Osaka, regia di Maurice Costello e William V. Ranous (1913)
- The White Slave (o The Octoroon), regia di James Young (1913)
- Delayed Proposals, regia di James Young (1913)
- Jack's Chrysanthemum, regia di Maurice Costello e William V. Ranous (1913)
- The Spirit of the Orient, regia di Maurice Costello (1913)
- The Taming of Betty, regia di Maurice Costello (1913)
- A Faithful Servant, regia di Maurice Costello (1913)
- A Maid of Mandalay, regia di Maurice Costello (1913)
- The Lonely Princess, regia di Maurice Costello (1913)
- When Women Go on the Warpath (o Went Dry), regia di Wilfrid North, James Young (1913)
- Cupid Versus Women's Rights, regia di Maurice Costello (1913)
- The Hindoo Charm, regia di Maurice Costello (1913)
- John Tobin's Sweetheart, regia di George D. Baker (1913)
- Extremities, regia di Maurice Costello (1913)
- The Test, regia di Harry Lambert (Harry Lambart)
- The Pirates, regia di George D. Baker (1913)
- On Their Wedding Eve, regia di Maurice Costello (1913)
- Jerry's Mother-in-Law, regia di James Young (1913)
- Fellow Voyagers, regia di Maurice Costello, Eugene Mullin (1913)
- Betty in the Lions' Den, regia di Frederick A. Thomson (1913)
- A Lesson in Jealousy, regia di Harry Lambart (1913)
- Beauty Unadorned, regia di Sidney Drew, L. Rogers Lytton, James Young (1913)
- Love's Sunset, regia di Frederick A. Thomson (1913)
- Up in a Balloon, regia di James Young (1913)

### 1914
- The Perplexed Bridegroom, regia di Maurice Costello (1914)
- Goodness Gracious, regia di James Young (1914)
- Sonny Jim in Search of a Mother, regia di Tefft Johnson - sé stessa (1914)
- Some Steamer Scoopin, regia di Maurice Costello (1914)
- The Portrait, regia di James Young (1914)
- Her Husband, regia di Theodore Marston (1914)
- The Silver Snuff Box, regia di Theodore Marston (1914)
- The Awakening of Barbara Dare, regia di Wilfrid North (1914)
- The Violin of M'sieur, regia di James Young (1914)
- Happy-Go-Lucky, regia di James Young (1914)
- My Official Wife, regia di James Young (1914)
- David Garrick, regia di James Young (1914)
- Taken by Storm, regia di James Young (1914)
- The Fates and Flora Fourflush, regia di Wally Van (1914)
- Fixing Their Dads, regia di George D. Baker - sé stessa (1914)
- Lola, regia di James Young (1914)

### 1915
- The Deep Purple, regia di James Young (1915)
- Hearts in Exile, regia di James Young (1915)
- Marrying Money, regia di James Young (1915)
- Trilby, regia di Maurice Tourneur (1915)
- The Heart of the Blue Ridge, regia di James Young (1915)
- Camille, regia di Albert Capellani (1915)

### 1916
- A Race for Life (1916)
- The Yellow Passport, regia di Edwin August (1916)
- The Feast of Life, regia di Albert Capellani (1916)
- The Dark Silence, regia di Albert Capellani (1916)
- The Foolish Virgin, regia di Albert Capellani (1916)
- The Common Law, regia di Albert Capellani (1916)
- The Rise of Susan, regia di Stanner E.V. Taylor (1916)

### 1917
- The Price She Paid, regia di Charles Giblyn (1917)
- The Easiest Way, regia di Albert Capellani (1917)
- Magda, regia di Émile Chautard (1917)
- Shirley Kaye, regia di Joseph Kaufman (1917)

### 1918
- The Marionettes, regia di Émile Chautard (1918)
- The House of Glass, regia di Émile Chautard (1918)
- The Reason Why, regia di Robert G. Vignola (1918)
- L'artiglio (The Claw), regia di Robert G. Vignola (1918)
- The Savage Woman, regia di Edmund Mortimer e Robert G. Vignola (1918)
- The Road Through the Dark, regia di Edmund Mortimer (1918)

### 1919
- Cheating Cheaters, regia di Allan Dwan (1919)
- The Better Wife, regia di William P.S. Earle (1919)
- Eyes of Youth, regia di Albert Parker (1919)
- Soldiers of Fortune, regia di Allan Dwan (1919)

### 1920
- The Forbidden Woman, regia di Harry Garson (1920)
- For the Soul of Rafael, regia di Harry Garson (1920)
- Mid-Channel, regia di Harry Garson (1920)

### 1921
- Hush, regia di Harry Garson (1921)
- Straight from Paris, regia di Harry Garson (1921)
- Charge It, regia di Harry Garson (1921)
- What No Man Knows, regia di Harry Garson (1921)

### 1922
- The Worldly Madonna, regia di Harry Garson (1922)
- The Hands of Nara, regia di Harry Garson (1922)
- Enter Madame, regia di Wallace Worsley (1922)

### 1923
- La donna di bronzo (The Woman of Bronze), regia di King Vidor (1923)
- Cordelia the Magnificent, regia di George Archainbaud (1923)
- A Wife's Romance, regia di Thomas N. Heffron (1923)

### 1925
- Lying Wives, regia di Ivan Abramson (1925)

### 1931
- Stars of Yesterday documentario - sé stessa (1931)
- Kept Husbands, regia di Lloyd Bacon (1931)
- Mother and Son, regia di John P. McCarthy (1931)
- Women Go on Forever, regia di Walter Lang (1931)
- Love Bound, regia di Robert F. Hill (1931)

### 1932
- Probation, regia di Richard Thorpe (1932)

### 1933
- File 113, regia di Chester M. Franklin (1933)

### 1934
- I Can't Escape, regia di Otto Brower (1934)
- Romance in the Rain, regia di Stuart Walker (1934)
- The Return of Chandu, regia di Ray Taylor (1934)

### 1935
- The Drunkard, regia di Albert Herman (1935)
- Hollywood Extra Girl, regia di Herbert Moulton (1935)
- Voglio essere amata (She Married Her Boss), regia di Gregory La Cava (1935)
- His Night Out, regia di William Nigh (1935)
- Fighting Youth, regia di Hamilton MacFadden (1935)
- The Fighting Coward, regia di Dan Milner (1935)

### 1936
- Ants in the Pantry, regia di Jack White (1936)
- Dangerous Waters, regia di Lambert Hillyer (1936)
- Love in September, regia di Edward F. Cline (1936)
- L'evaso giustiziere (Three on the Trail), regia di Howard Bretherton (1936)
- The Rogues' Tavern, regia di Robert F. Hill (1936)
- Oh, Susanna!, regia di Joseph Kane (1936)
- The Black Coin, regia di Albert Herman (1936)

### 1937
- They Wanted to Marry, regia di Lew Landers (1937)
- New News, regia di Charles Lamont (1937)
- Giustizia per gli indios (Hills of Old Wyoming), regia di Nate Watt (1937)
- Dangerously Yours, regia di Malcolm St. Clair (1937)
- The Mysterious Pilot, regia di Spencer Gordon Bennet (1937)

### 1938
- Duello col pirata nero (The Secret of Treasure Island), regia di Elmer Clifton (1938)
- The Wages of Sin, regia di Herman E. Webber (1938)
- I fuorilegge della frontiera (The Frontiersmen), regia di Lesley Selander (1938)

### 1941
- The Roundup, regia di Lesley Selander (1941)

## Produttrice
- The Common Law, regia di Albert Capellani (1916)
- The Price She Paid, regia di Charles Giblyn (1917)
- The Easiest Way, regia di Albert Capellani (1917)
- Shirley Kaye, regia di Joseph Kaufman (1917)
- The Road Through the Dark, regia di Edmund Mortimer (1918)
- The Better Wife, regia di William P.S. Earle (1919)